# Síndrome compartimental
Síndrome compartimental é o aumento de pressão num espaço anatómico restrito (compartimento fascial ou loja anatômica) com queda da perfusão sanguínea dos músculos e órgãos nele contidos.
Caracterizada por parestesia, dor contínua, hipoestesia, edema e enrijecimento da região acometida. As causas principais podem ser a constrição de membros por aparelho gessado, curativos compressivos bem como uso inadequado de braçadeiras/manguitos para aferição não invasiva de pressão arterial (principalmente em neonatologia), além de um possível aumento de substâncias no compartimento muscular causado por edema ou hemorragia. É uma urgência ortopédica.

## Sinais e sintomas
Agudo
Na literatura americana, os sinais e sintomas da síndrome são conhecidos por serem associados aos cinco "Ps":
- dor (do inglês pain) fora de proporção ao esperado e agravada pela contração passível dos músculos realizada pelo médico;
- parestesia;
- palidez;
- paralisia;
- pulsação ausente.

O exemplo clássico é o da criança que fratura a perna ou o braço. Após a colocação do gesso inicia-se quadro de dor desproporcional e sem melhora com analgésicos. Portanto, é de fundamental importância explicar ao paciente, à mãe ou ao responsável que qualquer piora progressiva na dor é necessário o rápido encaminhamento a um hospital para a avaliação médica e, se indicado, a realização da fasciotomia.
Crônico
Os sintomas da síndrome do compartimento aparecem após um esforço prolongado (como uma longa corrida) e envolvem dormência, debilidade moderada, sensação de formigamento ou dor sentida como queimante, cãibras ou pontadas. Essa dor pode durar meses ou até anos, pode ser aliviada após 10 a 60 minutos de repouso e piora com mais exercício. Geralmente ocorre na parte anterior e inferior da perna.

## Causas
Como o tecido conjuntivo que determina as lojas anatômicas dos membros tem um limite de elasticidade, o edema dos músculos, por exemplo, pode aumentar a pressão dentro das lojas. Qualquer processo patológico ou iatrogênico que aumente o conteúdo dentro desse espaço anatômico delimitado por tecido conjuntivo (no caso, a fáscia), pode causar síndrome compartimental.
O aumento da pressão dentro do compartimento/loja anatômica impede a entrada de mais sangue, causa diminuição do fluxo arterial e venoso e consequente isquemia dos músculos, nervos e demais órgãos.
As principais causas são:
- Fratura;
- Compressão do membro por talas, enfaixamento e gesso;
- Trauma, esmagamento ou isquemia de reperfusão após trauma;
- Queimaduras;
- Hemorragias;
- Infusão de medicação ou punção de artéria (possíveis causas iatrogênicas).

## Tratamento

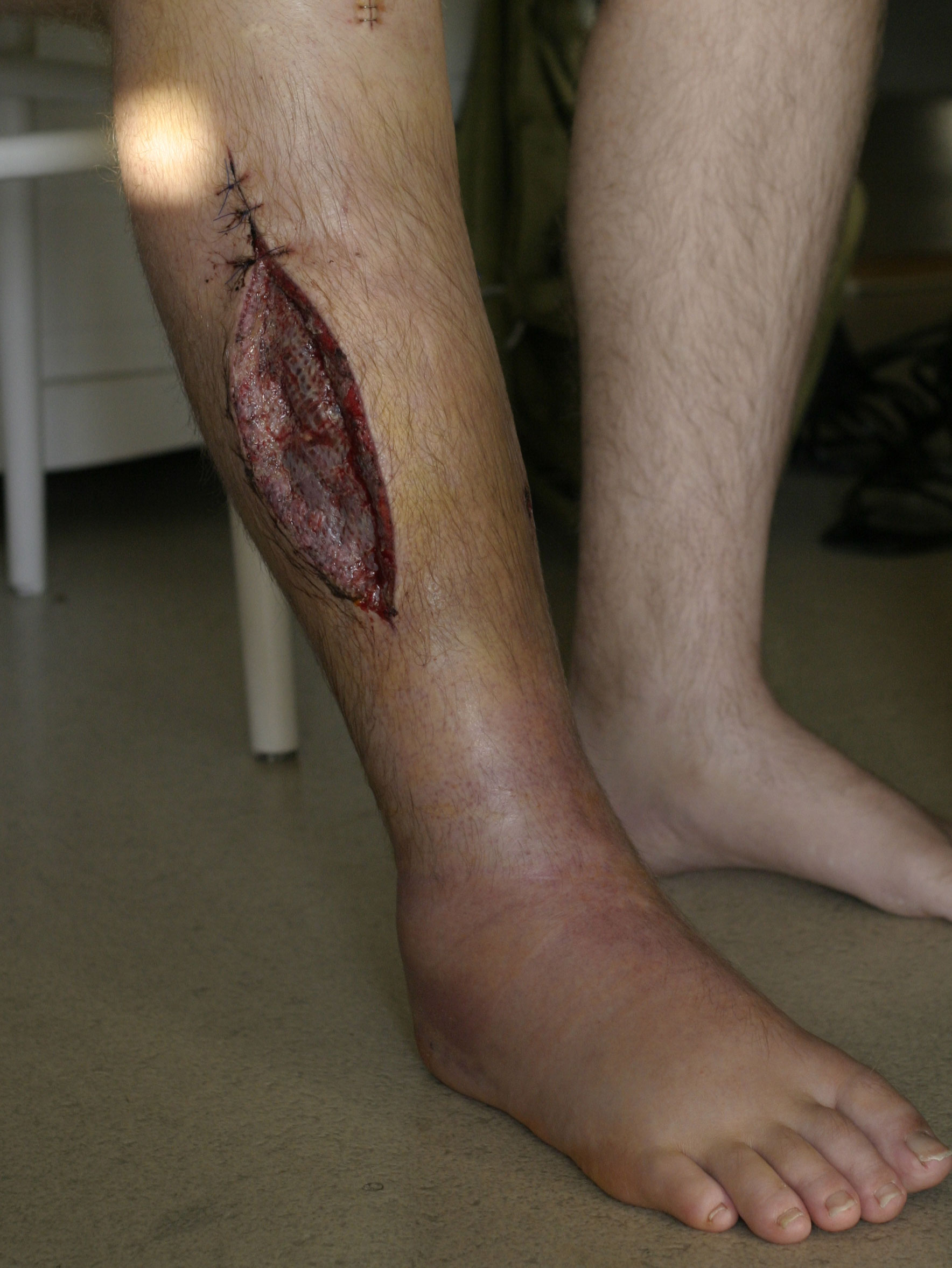
Fasciotomia realizada na perna direita

A síndrome compartimental aguda é uma emergência médica que requer tratamento imediato. Qualquer compressão externa (torniquete, vendas, órteses ou curativos aplicados no membro afetado) deve ser removida. Os signos vitais e pressão devem ser medidos. Se não melhora, deve ser feito um procedimento cirúrgico, em menos de 6h, conhecido como fasciotomia, para reduzir a pressão no compartimento ao normal.

## Epidemiologia
Em 70% dos casos é secundário a uma fratura. É quase dez vez mais comum em homens. É mais comum entre os 20 e 50 anos. A maior idade, a maior a perda de elasticidade, significa maior vulnerabilidade.